# Ob du glücklich bist (wenn mein Mund dich küßt)
Ob du glücklich bist (wenn mein Mund dich küßt) ist der deutsche Kehrreim zu dem US-amerikanischen Foxtrottschlager Sweet Sue, Just You, den der Komponist Victor Young 1928 beim Musikverlag von Shapiro, Bernstein & Co. in New York publizierte. Den englischen Text dazu dichtete Will J. Harris. Den deutschen Text, in dem mit selbstquälerischem Zweifel eine Beziehung in Frage gestellt wird, verfasste der Schlagerdichter Fritz Rotter. Damit erschien das Lied 1929 in der Edition C.M.Roehr in Berlin.

## Interpreten
In Berlin sang der Tenor Leo Monosson den deutschen Text, begleitet von Paul Godwin und seinen Jazz-Symphonikern, für die Grammophon ein; die Aufnahme mit Godwin gab es auch rein instrumental. Bei Kristall sang der Schauspieler Oskar Karlweis den Refrain zur Begleitung des Orchesters Bernard Etté.
Ungenannt blieb der Sänger der Aufnahmen mit dem Karkoff-Orchester auf dem blauen Derby-Label, mit der Vocalion-Band unter Leitung von Theo Mackeben auf Orchestrola und mit dem Orchester von Dajos Béla bei Odeon.
Mit Arthur Young am Klavier sang der Crooner Austin Egen das Lied bei Electrola. Auch das Vokalquartett Die Abels trug es mit Klavierbegleitung vor. Ebenfalls mit Egen als Refrainsänger nahmen Weintraubs Syncopators den Titel für Electrola auf.
Eine späte Aufnahme des inzwischen längst zum Jazzstandard gewordenen Titels machte Ende der 1930er Jahre das aus dem Akkordeonspieler Kubi Kretschma, dem Pianisten Bert Waldemar und dem Gitarristen Hans Belle bestehende „Bar-Trio“ für die „Grammophon“ im Swing-Stil.

## Notenausgaben
- Sweet Sue – Just You. Song with Ukulele Arrangement. Words by Will J. Harris, Music by Victor Young. Shapiro, Bernstein & Co.  Music Publishers, New York. [1928]
- Ob du glücklich bis (wenn mein Mund dich küßt) / Sweet Sue – Just You. Slow-Fox. Engl. Text: Will J. Harris, Musik von Victor Young. Deutscher Text von Fritz Rotter. Musikverlag Roehr A.G., Berlin 1929